# Parlament
Parlament (tudi predstavništvo) je politično demokratično telo, ki združuje posameznike, ki jih je izvolila nacija, da odločajo v njenem imenu.
Slovenski parlament je dvodomen. Sestavljata ga Državni zbor (t. i. spodnji dom), ki je 'splošno ljudsko predstavništvo', ter Državni svet (t. i. zgornji dom), ki je 'predstavništvo posebnih interesov'. Parlamentarne funkcije so močno zgoščene v Državnem zboru, ki v ti. zakonodajnem postopku oblikuje zakone, ki so najpomembnejši splošni pravni akt v kontinentalnih pravnih sistemih, kamor šteje tudi slovenski. Zakonodajni postopek poteka na podlagi pooblastil Ustave, konkretneje pa je urejen v Poslovniku Državnega zbora.

## Vrste parlamentov
Glede na domnost
- enodomni (ima enotno skupščinsko strukturo)
- dvodomni (dve skupščini, v kateri ima druga oz. spodnja skupščina ožja pooblastila)

Glede na komisije
Parlamenti se delijo tudi glede pristojnosti oz. moči komisij v primerjavi s celotno skupščino. Tako so lahko komisije le posvetovalna telesa, lahko pa imajo tudi večja pooblastila
Glede na število političnih strank
- enostrankarski (to je v bistvu diktatura ene stranke)
- večstrankarski

Glede na zgoraj naštete razlike
- nasprotovalni parlament (enodomen (oz. je dvodomnost le formalna), komisije imajo majhen vpliv, velja dvostrankarski sistem, parlamentarna večina se enači z vlado, parlament ima malo samostojne oblasti) in
- policentrični parlament (dvodomen, močne komisije, več političnih strank, notranja povezanost med njimi je šibka, parlament ima veliko moč (okrepljeno samostojnost) v primerjavi z vlado).

## Zgodovinski razvoj parlamenta
Skozi zgodovino je parlament postopoma izpodrinil suverena (npr. monarh), ki je odločal o vseh javnih zadevah.

### Srednjeveški parlamenti
V srednjem veku najprej nastane parlament, da bi usklajeval decentralizacijo in pogosto prekrivajoče se oblasti. Med 12. in 16. stoletjem so najprej od preprostega svetovanja suverenu prišli ti organi do nadzora nad njegovim delovanjem, sčasoma pa so ga že lahko tudi zavirali. V parlament so se vključevali tudi razni mestni predstavniki. Do razvoja je prišlo predvsem zaradi potrebe samega suverena, ki si je prizadeval povečati svojo legitimnost s soglasjem predstavnikov obrobnih, vendar pomembnih oblasti (za to pa zahtevajo predstavništvo–"no taxation without represation"). V 16. in 17. stoletju so monarhi krepili svoj oblast, to pa je vodilo do slabitve moči parlamentov. To se ni zgodilo le v Angliji, katere parlament je kasneje tudi postal vzorec za preporod ostalih parlamentov. V 19. stoletju so začele nastajati demokracije in monarhične ureditve so se počasi umikale; parlamenti so začeli nadzorovati vlado.

### Sodobni parlamenti
Novi demokratični parlamenti so postopoma dobili nadzor nad vlado, pridobili so tudi pravico do oblikovanja zakonodaje. Prehod od parlamenta, ki je bil le golo predstavništvo (svetovalci) do parlamenta s funkcijo vladanja, je popolnoma spremenil pojmovanje predstavništva. Danes parlament predstavlja državljane in jim tudi vlada, ker pa opravlja dve funkciji prihaja do napetosti.
Prevladujoča prvina sodobnih parlamentov, kot predstavniških skupščin je uveljavljanje nadzora nad vlado, politične odločitve pa morajo sprejemati tako, da zagotavljajo njihovo ujemanje z voljo ljudstva.
Sodobni parlament resda je v marsičem še vedno podoben srednjeveškemu (npr. predstavništvo, pluralizem, skupščinska narava), vendar je za sodobne parlamente predvsem značilna stalnost in samostojnost, oblikovani so z volitvami z namenom, da zastopajo družbena mnenja in ne družbene skupine.

## Seznam parlamentov
- Seznam parlamentov